# Terceira Frente Bielorrussa
A Terceira Frente Bielorrussa (em russo:  3-й Белорусский фронт) foi uma formação do Exército Vermelho durante a Segunda Guerra Mundial, de tamanho equivalente a um grupo de exércitos ocidental.

## Histórico
A Terceira Frente Bielorrussa foi criada em 24 de abril de 1944, composta por forças que anteriormente eram parte da Frente Ocidental. Com mais de 381 dias em combate, a Terceira Frente Bielorrussa sofreu 166.838 baixas fatais, 9.292 desaparecidos e 667.297 feridos, doentes e congelados, e conheceu grande avanço territorial durante o contra-ataque soviética que se seguiu à Operação Barbarossa: da região a cerca de 50 quilômetros a sudeste de Vitebsk na Rússia, até Königsberg, na Prússia Oriental.
Dentre as operações de que a Terceira Frente Bielorrussa participou, incluem-se a Operação Bagration, a Operação Ofensiva do Báltico e a Operação Ofensiva da Prússia Oriental. Embora custoso do ponto de vista humano, o avanço da Terceira Frente Bielorrussa foi em grande parte vitorioso, e uma de suas poucas derrotas aconteceu durante a Operação Gumbinnen, em outubro de 1944.
A Terceira Frente Bielorrussa foi formalmente dissolvida em 15 de agosto de 1945.

## Composição
| Exército                         | Número e tipo das divisões                                                                                      | Brigadas Independentes |
| -------------------------------- | --- | --- |
| 5º Exército                      | 9 divisões de fuzileiros 1 divisão de artilharia 1 divisão antiaérea                                            | 1 brigada de artilharia 1 brigada antitanque 2 brigadas de tanques 1 brigada de sapadores 1 brigada de sapadores                                                                     |
| 11º Exército da Guarda           | 9 divisões de fuzileiros 2 divisões antiaéreas 1 corpo de tanques                                               | 1 brigada de artilharia 1 brigada de artilharia de obus 1 brigada antitanque 2 brigadas de lançadores de foguetes 1 brigada de tanques 1 brigada de sapadores 1 brigada de sapadores |
| 31º Exército                     | 8 divisões de fuzileiros 1 divisão antiaérea                                                                    | 1 brigada de artilharia 1 brigada antitanque 1 brigada de tanques 1 brigada de sapadores                                                                                             |
| 5º Exército de Tanques da Guarda | 2 corpos de tanques 1 divisão antiaérea                                                                         | - |
| 1º Exército Aéreo                | 6 divisões de bombardeiros 8 divisões de caças 4 divisões de suporte próximo 1 divisão de bombardeiros noturnos | - |
| Estado-Maior da Frente           | 3 divisões de cavalaria 3 divisões de artilharia 1 divisão antiaérea 1 corpo mecanizado                         | 1 brigada de artilharia de obus 1 brigada de lançadores de foguetes 1 brigada de sapadores 1 brigada de sapadores motorizados 1 brigada de engenheiros                               |

## Comandantes
- Coronel-general Ivan Tcherniakhovski [promovido a general geral em 26 de junho de 1944] (abril de 1944 - fevereiro de 1945)
- Marechal Aleksander Vasilevski (fevereiro-abril de 1945)
- General Hovhannes Bagramyan (abril-agosto de 1945)